# Mashta Al Helou

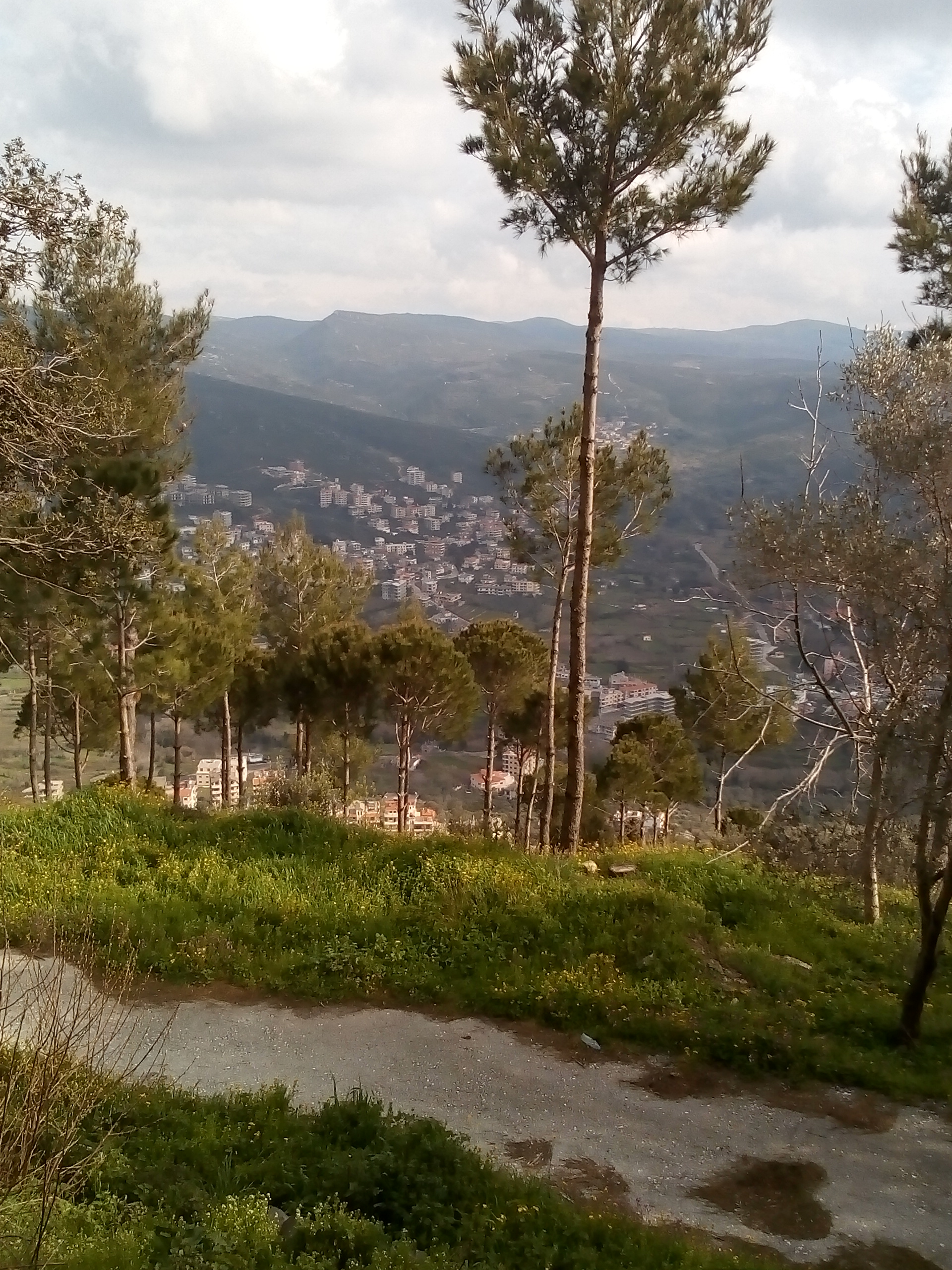
Mashta Al Helou (2019)

Maschta al-Helou (arabisch مشتى الحلو, DMG Maštā l-Ḥalū), auch Maschtal Helo oder Maschta, ist eine Kleinstadt im Gouvernement Tartus im Westen Syriens. Der als Sommerfrische ausgebaute Bergort auf 560 Metern Höhe hat etwa 3500 Einwohner, von denen ein großer Teil Christen sind.
Maschta al-Helou gehört zum Distrikt von Safita und liegt in den südlichen Ausläufern des Dschebel Ansariye. Wenige Kilometer östlich des Ortes mündet die von Safita kommende Nebenstraße in die nord-südlich verlaufende Straße zwischen Masyaf und Krak des Chevaliers ein. Die Entfernung nach Damaskus beträgt ungefähr 220 Kilometer, die nach Tartus 55 Kilometer.
Die Gesamtfläche von Mashta beträgt ungefähr 490 Hektar. Durch die Lage in den Bergen herrscht ein Höhenklima vor. So ist es im Sommer mäßig warm, während es im Winter kalt ist. An manchen Wintertagen kann es schneien. Die Stadt bietet ein touristisches Angebot mit mehreren Hotels und Möglichkeiten zu Wanderungen in der näheren Umgebung.